# Prodašice
Prodašice település Csehországban, a Mladá Boleslav-i járásban. Prodašice Ledce, Dětenice, Košík és Ujkovice településekkel határos. Lakosainak száma 83 fő (2024. január 1.).

## Népesség
A település lakosságának változását az alábbi diagram mutatja:
| Lakosok száma | 130  | 154  | 132  | 95   | 96   | 89   | 87   | 93   | 94   | 83   |
|               | 1869 | 1900 | 1921 | 1961 | 1980 | 2011 | 2016 | 2019 | 2021 | 2024 |